# Aminimigo
Aminimigo do termo em inglês "frenemy" (também chamado de "frienemy") é um oxímoro e uma junção de "amigo" e "inimigo" que se refere a "uma pessoa com quem se é amigo, apesar de uma antipatia ou rivalidade fundamental" ou "uma pessoa que combina o características de um amigo e de um inimigo". O termo é usado para descrever relações pessoais, geopolíticas e comerciais tanto entre indivíduos quanto entre grupos ou instituições. Este termo também descreve uma amizade competitiva.
A palavra tem origem nas aristocráticas irmãs Mitford, de fama literária e social. A autora e ativista americana Jessica Mitford que o divulgou afirmou que era: "uma palavra incrivelmente útil... cunhada por uma de minhas irmãs quando ela era uma criança pequena para descrever uma garotinha um tanto chata que morava perto de nós. Minha irmã e a aminimiga brincavam juntas constantemente... o tempo todo não gostando uma da outra de coração."

## História
"Frenemy" apareceu na impressa já em 1953 em um artigo intitulado "Howz  [sic] about calling the Russians our Frienemies?" Pelo colunista de fofocas americano Walter Winchell no Nevada State Journal. A partir de meados da década de 1990, seu uso sofreu um aumento maciço.

## Pessoas
Um artigo da Businessweek afirmou que aminimigos no local de trabalho são comuns, mesmo em parcerias entre empresas. Devido aos ambientes cada vez mais informais e à "abundância de relacionamentos muito próximos e entrelaçados que unem a vida profissional e pessoal das pessoas... [embora] certamente não era inédito para as pessoas se socializarem com colegas no passado, a quantidade de tempo que as pessoas passam no trabalho agora deixaram muitas pessoas com menos tempo e disposição para desenvolver amizades fora do escritório." Os relacionamentos profissionais têm sucesso quando dois ou mais parceiros de negócios se reúnem e se beneficiam um do outro, mas os relacionamentos pessoais exigem interesses mais comuns fora dos negócios. Os relacionamentos no local de trabalho, em um clube esportivo ou em qualquer lugar que envolva comparação de desempenho, se formam devido às semelhanças entre as pessoas. Devido ao ambiente intenso, a competitividade pode evoluir para inveja e prejudicar um relacionamento. Relacionamentos do tipo aminimigo tornam-se rotineiros e comuns por causa do interesse comum em negociações comerciais ou competição.
Sigmund Freud disse de si mesmo que "um amigo íntimo e um inimigo odiado sempre foram indispensáveis à minha vida emocional... não raramente... amigo e inimigo coincidiram na mesma pessoa".

## Tipos de aminimigos
Aminimigos podem ser divididos em diferentes categorias com base em seus comportamentos:
- Aminimigo unilateral: Quando uma pessoa estende a mão ou encontra outra pessoa apenas quando precisa de ajuda ou de um favor, pode ser considerado um aminimigo unilateral para esta última pessoa. Essa pessoa não se importa com a vida da outra pessoa e não tem nenhum interesse no que está acontecendo com ela. Além disso, eles não aparecem a tempo de atender às necessidades do outro, então é uma relação unilateral.
- Aminimigo não filtrado/minando: Este tipo de inimigo insulta o amigo, zomba dele e conta piadas sarcásticas sobre ele com tanta frequência que fica difícil para ele tolerar. Eles revelam seus segredos em público. Então, essa pessoa acabará por começar a odiar esse inimigo.
- Aminimigo excessivamente envolvido: Esse tipo de aminimigo se envolve na vida de seus amigos de maneiras que eles podem não aprovar. Eles estendem a mão para sua família, amigos ou outras pessoas significativas de maneiras inadequadas, sem sua permissão para descobrir algo. Seu envolvimento excessivo incomoda e irrita o amigo.
- Aminimigo competitivo no trabalho: Esse tipo de aminimigo é basicamente um concorrente de uma pessoa. Por trabalharem no mesmo local ou área, se comportam bem, fazem elogios e agem como simpatizantes, mas na realidade, nunca querem que algo de bom aconteça ao outro. Eles nunca querem que eles tenham mais sucesso do que eles.
- Aminimigo ambivalente: esse tipo de aminimigo tem qualidades positivas e negativas. Às vezes, eles podem ser úteis e educados, mas às vezes também agem de forma egoísta ou competitiva.
- Aminimigo ciumento: O ciúme pode transformar amigos em aminimigos. Uma pessoa pode sentir ciúme de seus amigos por causa de sua educação, sucesso, beleza, personalidade, humor ou posição social.
- Aminimigo inseguro: Quando alguém não sabe exatamente o status ou a proximidade de sua amizade. Por exemplo, eles não têm certeza se a outra pessoa gosta deles ou não, se são amigos de verdade ou apenas amigos de negócios, ou se vão considerar convidá-los para programas familiares.
- Aminimigo passivo-agressivo: eles fazem comentários maldosos e elogiam indiretamente, mas nunca diretamente na cara. Eles podem deixar a pessoa confusa sobre se ela fez algo errado.[12]